# Kapsalon
Kapsalon je pokrm pocházející z nizozemské kuchyně, podávaný jako pouliční rychlé občerstvení. Podává se v alobalové vaničce, do níž se naskládá vrstva bramborových hranolků, na ni vrstva kousků šavarmy, vše se poklade plátky goudy a zapeče. Hotový kapsalon se doplňuje zeleninou (hlávkový salát) a omáčkami (česnekový dip, sambal).  
Recept vymyslel v roce 2003 rotterdamský holič Nathaniël Gomes, který si tuto kombinaci objednal v bistru El Aviva ve čtvrti Delfshaven. Specialita dostala podle něj název („kapsalon“ znamená v nizozemštině „kadeřnický salón“) a stala se oblíbenou především mezi mladými lidmi. Z Rotterdamu se začala šířit do světa, kapsalon se stal populárním dokonce i v Nepálu.
Kapsalon bývá označován za „kalorickou bombu“: malá porce obsahuje 1200 kcal a velká porce až 1800 kcal.